# Stenopogon melanderi
Stenopogon melanderi là một loài ruồi trong họ Asilidae. Stenopogon melanderi được Wilcox miêu tả năm 1971. Loài này phân bố ở vùng Tân Bắc giới.